# Медведев, Николай Дмитриевич
Никола́й Дми́триевич Медве́дев (12 мая 1928, Рангина, Заларинский район, Иркутский округ, Сибирский край — 3 ноября 2020) — строгальщик завода радиоприёмников имени 50-летия СССР Министерства радиопромышленности СССР, Герой Социалистического Труда (1971).

## Биография
Родился 12 мая 1928 года в деревне Рангино Заларинского района Иркутской области.
В 1934 году семья переехала в город Иркутск.
После окончания школы № 88 в сентябре 1942 года он вернулся в деревню Рангино и в 14-летнем возрасте начал работать на тракторе в колхозе «Новый колос».
С 1946 по 1949 годы работал расточником Иркутского завода тяжёлого машиностроения им. Куйбышева. В 1949—1952 годы проходил воинскую службу в Советской Армии.
После увольнения из армии поступил работать на Иркутский завод радиоприёмников (почтовый ящик № 3321, с 1972 года — «Иркутский завод радиоприёмников имени 50-летия СССР»).
Н. Д. Медведев быстро освоил универсальный станок, периодически модернизировал его, являлся специалистом высокого класса, постоянно был в числе передовиков производства.
Указом Президиума Верховного Совета СССР от 26 апреля 1971 года («закрытым») за выдающиеся трудовые успехи, достигнутые в выполнении заданий пятилетнего плана, выпуск продукции высокого качества и активное участие в создании новой техники Медведев Николай Дмитриевич удостоен звания Героя Социалистического Труда с вручением ордена Ленина и золотой медали «Серп и Молот».
Активно участвовал в политической жизни города. Был депутатом районного совета народных депутатов, членом райкома КПСС, членом обкома народного контроля, входил в состав Советского Комитета защиты Мира.
Вышел на пенсию в 1988 году. Проживал в городе Иркутск. Скончался 3 ноября 2020 года.

## Награды
- Золотая медаль «Серп и Молот» (26.4.1971);
- орден Ленина (26.4.1971)
- Медаль «В ознаменование 100-летия со дня рождения Владимира Ильича Ленина» (1970)
- Медаль «За трудовую доблесть»

- и другими
- Отмечен дипломами и почётными грамотами.